# Közönséges palástfű
A közönséges palástfű (Alchemilla monticola) az Alchemilla nemzetség típusfaja. A rózsafélék családjába tartozó növény. A nemzetség számos nehezen elkülöníthető apomiktikus kisfajra oszlik. Magyarországon az összes palástfű faj védett.

## Elterjedés, élőhely
700 méter magasságig előfordul hegyekben, mezőkön, leggyakrabban hegyi réteken. Magyarországon különösen elterjedt a Bükk hegységben, de a Mátrában is megtalálhatóak állományai.

## Leírás
Évelő növény, amely könnyen felismerhető nagy, kerek, ujjasan karéjos leveleiről. Sima, zöld szára 10–40 cm magasra nő. Apró, zöldessárga virágai sátorvirágzatot alkotnak. Száraz, kerek, sárgás, a kehelyben elhelyezkedő termésében egyetlen magot találunk.

## Felhasználása
A palástfüvet gyakran alkalmazzák hasmenés és vastagbélgyulladás kezelésére. A menstruációs ciklus rendellenességeinek, valamint vénás keringési elégtelenség kezelésére is javasolt. Külsőleg hatásos narancsbőr, szövetgyulladás, bőrön lévő csíkok, a bőr öregedése és fogínygyulladás esetén, valamint csillapítja a rovarcsípés okozta fájdalmat. Fürdőkúrával a hüvely ápolása, a fehérfolyás kezelése ajánlott.

### Gyógyászati
A benne lévő tanninoknak (cseranyagoknak) köszönhetően összehúzó hatású növény, ezért segíti a szövetek feszessé válását, a hegesedést; vérzéscsillapító hatása is ismert. A flavonoidok miatt jó vérkeringést biztosít. A levelek sok C-vitamint, kalciumot, magnéziumot és foszfort tartalmaznak.
A palástfűnek jelenleg semmilyen káros mellékhatása nem ismert, még hosszan tartó alkalmazása esetén sem.